# Клајн Офенсет-Шпарисхоп
Клајн Офенсет-Шпарисхоп (њем. Klein Offenseth-Sparrieshoop) општина је у њемачкој савезној држави Шлезвиг-Холштајн. Једно је од 49 општинских средишта округа Пинеберг. Према процјени из 2010. у општини је живјело 2.826 становника. Посједује регионалну шифру (AGS) 1056030.

## Географски и демографски подаци
Клајн Офенсет-Шпарисхоп се налази у савезној држави Шлезвиг-Холштајн у округу Пинеберг. Општина се налази на надморској висини од 5 метара. Површина општине износи 16,9 km². У самом мјесту је, према процјени из 2010. године, живјело 2.826 становника. Просјечна густина становништва износи 167 становника/km².